# John-John
John-John is het dertiende stripalbum uit de reeks Steven Sterk. Het scenario voor dit verhaal komt van Frédéric Jannin en Thierry Culliford. Pascal Garray tekende het verhaal.

## Verhaal
Oom Ponnes neemt Steven mee naar de bergen waar hij een nieuwe opdracht heeft: het beschermen van Stevens leeftijdsgenoot John-John, de zoon van een filmster. Hij moet er vooral op letten dat de paparazzi niet kunnen toeslaan. Als ze er aankomen, blijkt het dorpje Fingerspitze, waar John-John logeert, minder rustig dan verwacht: een projectontwikkelaar, Schwartz, wil een nabijgelegen, oud dorp, Daumennagel, met de grond gelijk maken om er appartementen op te bouwen. De burgemeester van Fingerspitze wil er echter een vakantiekolonie voor kinderen van maken. Beiden proberen ze de eigenaar van het dorp, oude Heinrich, te overtuigen van hun project. Steven leert de oude man kennen nadat hij hem heeft verlost van een paparazzo op zijn dak.
Steven, oom Ponnes en John-John gaan diens vader per helikopter opzoeken op de filmset. Als ze terugkeren, komen ze terecht in dikke mist. De helikopter komt in de bedrading van een kabelbaan terecht. Oom Ponnes en de piloot zijn bewusteloos. Steven en John-John willen hulp halen en trekken door de sneeuw.
Verderop heeft oude Heinrich een besluit genomen: door Stevens vriendelijkheid is Heinrich weer beginnen geloven in de jeugd, dus schenkt hij het dorp aan de kinderen. De teleurgestelde en kwade Schwartz schakelt twee mannen in om de dam bij Daumennagel op te blazen zodat het dorp onder water komt te staan. Wat later komen Steven en John-John terecht bij de chalet van de twee schurken. De tijdbom is al geplaatst als de kinderen aankomen. De twee bandieten ontvangen hen vriendelijk en geven hen onderdak. Terwijl ze in bed liggen komt ook Schwartz langs. De schurken hebben echter nog plannen met Schwartz: ze bedreigen hem en eisen dat hij losgeld vraagt voor de twee kinderen. Zo krijgt hij de schuld. Ten slotte wordt hij bij de kinderen opgesloten. Hij krijgt er schuldgevoelens. Steven is intussen verkouden geworden en is daardoor zijn krachten kwijt.
De volgende ochtend gaan de schurken het losgeld innen met hun SUV. Ze nemen hun gijzelaars mee, maar die kunnen langs de gammele kofferdeur ontsnappen. De kinderen worden gegrepen. Schwartz kan vluchten, maar valt in een ravijn. Hij rolt in de sneeuw en als sneeuwbal belandt hij in Fingerspitze, net voor oom Ponnes, de burgemeester en John-Johns vader. Schwartz doet zijn verhaal. Hoewel de bandieten nu hun stroman kwijt zijn, gaan ze door met hun actie: ze eisen losgeld of anders blazen ze het dorp op. Plots moet Steven zo hard niezen dat de sneeuw van een dak op het hoofd van de twee bandieten valt. De twee worden bedolven onder de sneeuw. Steven en John-John nemen de benen. Ze besluiten de bom op de stuwdam onschadelijk te maken, zij zijn immers de enigen die weten dat die op die plek ligt. John-John is net op tijd om de bom in de diepte te gooien voor die ontploft. De jongens worden per helikopter gered door John-Johns vader en oom Ponnes. De twee ingevroren bandieten worden opgepakt.
Enkele maanden later is de vakantiekolonie klaar. Schwartz heeft de verbouwingskosten op zich genomen. Steven en John-John mogen de plechtige opening doen.